# Naakaoja
Naakaoja är ett naturreservat i Pajala kommun i Norrbottens län.
Området är naturskyddat sedan 2009 och är 2 kvadratkilometer stort. Reservatet omfattar sydöstra delen av berget Isovaara och våtmarker med bäcken Naakaoja nedanför. Reservatet består av tallskog och urskogsartad barrbland på myrholmar. 